# Урывки (Липецкая область)
Урывки — деревня Елецкого района Липецкой области, входит в Волчанское сельское поселение.

## История
Впервые деревня Урывки упоминается в «Экономических примечаниях Елецкого уезда» 1778 г. Основателями деревни следует считать часть калужских дворян Бахтеяровых, поселившихся в сер. XVIII в. в округе Ельца. В конце XIX века бо́льшая часть земли в деревне Урывки по дарственной записи от матери и по наследству от отца досталась Бахтеярову Евгению Александровичу. В 1909 году Евгений Александворич продал с.-х. земли, но остался при этом законным владельцем усадебного дома и небольшого яблоневого сада.
После Октябрьской революции Бахтеяров Е. А. лишился «родового гнезда». Дворянский дом в руинированном состоянии простоял до середины 1960-х годов, после чего по решению районной администрации был разобран.

## Население
| 2010 |
| ---- |
| 173  |

## Знаменитые уроженцы
- Полосин, Евгений Максимович (1912—1982) — актёр театра и кино, народный артист СССР
- Щербаков, Владимир Иванович (1901—1981) — генерал-лейтенант